# Sender Policy Framework
Sender Policy Framework (SPF), eller Sender Permitted From som var det ursprungliga namnet, är en metod för att förhindra att e-post skickas med förfalskade domännamn i avsändaradressen. Med förfalskad menas här att domänen visserligen existerar men att avsändaren använder någon annan adress än sin egen som avsändaradress.
Simple Mail Transfer Protocol (SMTP), standardprotokollet på Internet för att skicka e-post, gör det möjligt att skicka meddelanden med valfri domän som avsändaradress. SPF ger domänägaren möjlighet att i DNS publicera en policy, i vilken anges från vilka datoradresser e-post från domänen ska härstamma. När en mottagande e-postserver tar emot ett meddelande kontrollerar den mot SPF-informationen i DNS hur policyn ser ut. Om meddelandet kommer från en sändande server som inte är publicerad i policyn är detta en indikation för den mottagande servern om att något kanske inte står rätt till. Denna kan då utifrån denna information avgöra meddelandets vidare öde, till exempel genom att inte ta emot meddelandet eller att sortera det som skräppost. SPF-standarden omfattar inte vad som händer med meddelanden som fallerar en SPF-validering.
SPF publiceras som ett TXT-record i DNS och kan exempelvis se ut så här:
```
wikipedia.org IN TXT "v=spf1 mx ptr -all"
```

SPF-tester brukar betraktas som otillförlitliga eftersom de inte tar hänsyn till att eposten kan ha blivit vidarebefordrad. Det är dessutom ganska enkelt att "lura" SPF-funktionen genom att en hacker registrerar ett korrekt SPF-värde för en viss domän som korrekt validerar domänen för "Envelope Adress" (MAIL FROM:) men fortfarande lurar användaren genom att använda en falsk "Data Adress" (FROM:). Eftersom det är FROM: adressen som visas i e-postklienten så kan man fortfarande bli lurad även om SPF validerar. För att maximera sitt skydd mot attacker bör man införa både SPF och DKIM och dessutom registrera ett DMARC-värde som fastslår för mottagaren hur brev från avsändaren ska hanteras. Målet bör vara att komma till p=reject i sitt DMARC-värde.

## Historia
Det första offentliga omnämnandet av konceptet gjordes år 2000 men fick liten uppmärksamhet. Först 2002 dök idén upp igen, då Dana Valerie Reese publicerade ett första utkast till en SPF-liknande specifikation på IETF:s e-postlista "namedroppers". Dagen efter föreslog Paul Vixie en egen specifikation på samma lista. Dessa diskussioner ledde till bildandet av IETF:s Anti-Spam Research Group (ASRG), där idén om SPF utvecklades vidare. Bland de förslag som lades fram fanns "Reverse MX" (RMX) av Hadmut Danisch och "Designated Mailer Protocol" (DMP) av Gordon Fecyk.
I juni 2003 slog Meng Weng Wong ihop specifikationerna RMX och DMP, samlade in synpunkter från andra och under de följande månaderna gjordes många förbättringar. Ursprungligen stod SPF för Sender Permitted From men i februari 2004 ändrades namnet till Sender Policy Framework.
I början av 2004 bildade IETF arbetsgruppen MARID för att arbeta vidare med SPF och Microsofts förslag Caller ID som underlag för det som senare skulle bli Sender ID. Arbetet lades dock ner på grund av tekniska problem och licensfrågor.
SPF-gemenskapen återgick då till den ursprungliga versionen av SPF. I juli 2005 godkändes specifikationen av IESG som ett experiment, och i april 2006 publicerades RFC 4408. År 2014 publicerade IETF SPF i RFC 7208 som en föreslagen standard.